# 三木佑二郎
三木 佑二郎（みき・ゆうじろう、1944年1月15日 - ）は、日本の元政治家、実業家。早稲田大学の応援曲として使用される『コンバットマーチ』（コンバット・マーチ）の作曲者としても著名な人物でもある。

## 経歴・人物
1944年に当時の中華民国北京市に生まれ、1946年に家族と共に香川県小豆郡土庄町に引き揚げる。
1962年に香川県立土庄高等学校を卒業し、早稲田大学第一商学部に入学。大学では応援部に入部し、野球部を始めとする早稲田大学スポーツ全般の応援活動を行う。
1965年、三木が大学4年の時に秋の東京六大学野球リーグ戦で早稲田大学が優勝した際、天理高等学校ファンファーレから着想を得た新しい応援曲を作曲すると、その曲を聴いた後輩の応援部員から「アメリカ合衆国のTVドラマ『コンバット!』の音楽に似ている」と指摘され、『Combat』という英単語には「攻撃」という意味があると聞かされたことから、自作の曲に「コンバット」と名付けた。その曲が現在も各種スポーツの試合などで演奏される『コンバットマーチ』となる。この『コンバットマーチ』に関しては早稲田大学OBで、日本を代表する作曲家でもあった中村八大から早稲田大学応援部に対して「詠み人知らず（作者不詳の意）になる恐れがあるから、きちんと日本音楽著作権協会（JASRAC）に登録しておいた方が良い」とアドバイスがあり、三木の名前で作曲者登録されたという逸話も残る。
1966年に大学を卒業した後は、竹中工務店へ入社。ちなみに三木は『工事中すみません』と作業員が頭を下げるお詫び看板を同社在職時代に考案している。
竹中工務店を退職した後は世界放浪の旅を経てトラック運転手などをした後、1977年に実兄と共にイベント制作会社「セレスポ」を創業。その後は1998年に小豆島観光ホテル代表取締役社長に就任、故郷の小豆島の発展に尽力する。特に小豆島から余島の間に、干潮時だけに現れる砂洲の道を『エンジェルロード』と命名し、観光スポットとして開発したことでも知られる。
2001年12月に実質的故郷である土庄町の町長選挙に立候補し、当選を果たす。
町長を1期で退任した後はビジネス総合研究所代表、早稲田大学客員研究員、協同組合ワイズ総研代表理事などを務めている。
2015年の土庄小学校開校に合わせて同小学校の校歌を作曲・提供している。
2016年の第88回選抜高等学校野球大会に21世紀枠で香川県立小豆島高等学校が出場した際に「小豆島コンバットトゥギャザー」を作曲・提供している。
2020年現在は早稲田大学社会連携研究所招聘研究員を務める。